# Na příkopech (Jizerská tabule)
Na příkopech (242 m n. m.) je vrch v okrese Mladá Boleslav Středočeského kraje, ležící asi 1 km jihozápadně od města Benátky nad Jizerou, na katastrálním území Obodř (Benátky nad Jizerou III).

## Geomorfologické zařazení
Vrch náleží do celku Jizerská tabule, podcelku Dolnojizerská tabule, okrsku Košátecká tabule a podokrsku Starobenátecká tabule.

## Přístup
Automobil lze zanechat v Benátkách nad Jizerou III a na vrchol dojít pohodlně pěšky polní cestou po okraji terasy. Nebo vystoupat po terase z jihu .